# Brassica hilarionis
Brassica hilarionis là một loài thực vật có hoa trong họ Cải. Loài này được Post mô tả khoa học đầu tiên năm 1896.